# بکسباخ
شهر بکسباخ در ایالت زارلند در کشور آلمان واقع شده است.